# 丸山ひでみ
丸山 ひでみ（まるやま ひでみ、1958年12月14日 - 2024年12月4日）は、日本の女優。以前は丸山秀美の名で活動。
東京都出身。株式会社NX 所属。
身長は154cm。体重は43kg。スリーサイズはB79cm、W59cm、H84cm。足のサイズは21.5cm。

## 来歴・人物
1974年、劇団若草入り。テレビデビューはNHK教育テレビの『あいうえお』。トキワ松学園高校卒業。
1978年、テレビドラマ『ナッキーはつむじ風』（TBS）主人公の姉役・星野春美役で初レギュラー。その後、多数のテレビドラマに出演。テレビ朝日系の土曜ワイド劇場『牟田刑事官事件ファイル』シリーズでは、小林桂樹演じる牟田刑事官の娘役を18年間にわたって務めた。
近年は、映画、オリジナルビデオ、舞台、CMなどにも活動の場を広げている。オリジナルビデオ『大江戸遊女妻』などのビデオ作品ではヌードを披露して大胆で妖艶な演技を見せ、テレビとは違った魅力を発揮している。
日本映画俳優協会副理事長などの役職も持つ。
プロ野球の審判で元セントラル・リーグ審判部副部長の丸山博は叔父にあたる。
歌が特技で、レコード『0歳から99歳までの童謡』（東芝EMI）のレコーディングにも参加している。
2014年、新宿三丁目にオープンしたフリースペース無何有（むかう）の運営にも携わっている。
2024年（令和6年）12月4日逝去。65歳没。
2025年（令和7年）5月27日、座・高円寺で「丸山ひでみさんを偲ぶ会」が行われ、俳優・落語家など芸能関係者が多数参列した。発起人は大林丈史・笹尾光（学校法人茨城キリスト教学園理事長）・三笑亭夢太朗・田辺国武（演劇集団 座・東京みかん主宰）・野村萬・眞船道朗（無何有亭主）。

## 出演

### テレビドラマ
- 君の名は（1976年、NET）[2]
- パイプのけむり（1976年、NET）[2]
- 愛と憎しみの宴（1976年、TBS）[2]
- 少年ドラマシリーズ「叱られ人生」（1977年、NHK）
- 破れ傘刀舟悪人狩り（NET）第129話「御狩場絶唱」（1977年） - つる
- 破れ奉行 第13話「人買い! 女地獄船」（1977年） - お新
- ナッキーはつむじ風（1978年、TBS） - 星野春美（主人公の姉）
- ポーラテレビ小説 「こおろぎ橋」（1978年、TBS）
- 江戸の鷹 御用部屋犯科帖 第21話「暗黒街の子連れ狼」（1978年、NET）
- 大江戸捜査網（12ch / 三船プロ）
  - 第348話「赤児暗殺泣き笑い騒動」（1978年） - おさち
  - 第428話「運命に泣く親子の慕情」（1980年） - おいと
  - 第486話「大奥の怪 美女殺人事件」（1981年） - おぬい
  - 第537話「父よ母よ、暴走娘愚連隊」（1982年） - お弓
  - 第555話「女狩り 黒い十手の怨み節」（1982年） - おまき
  - 第598話「告白！若妻が秘めた不倫の子」（1983年） - お京
  - 第649話「鈴の音は女の涙唄」（1984年） - つる 　※並木史朗版
- 大岡越前（TBS・C.A.L）
  - 第5部 第18話「長屋住いの御奉行様」（1978年6月5日） - お道
  - 第7部 第9話「天下一品意地くらべ」（1983年6月20日） - 初
  - 第8部 第20話「札つき婆命を賭けた大芝居」（1984年12月3日） - おいと
  - 第10部 第7話「島抜けが狙った女」（1988年4月11日） - お光
  - 第12部 第19話「情けに泣いた老義賊」（1992年2月24日） - おさい
- 水戸黄門（TBS・C.A.L）
  - 第10部 第1話「おあずけ喰った結婚式 -水戸・江戸-」（1979年8月13日） - お糸
  - 第13部 第7話「うなぎ屋義侠の恩返し -浜松-」（1982年11月29日） - お照
  - 第14部
    - 第2話「悪を斬る! 白狐の剣 -郡山-」（1983年11月7日） - おきみ
    - 第24話「偽黄門にされた黄門様 -高岡-」（1984年4月9日） - おみよ

  - 第15部 第21話「意地で守った名人芸 -鳥取-」（1985年6月17日） - おいね
  - 第16部 第15話「娘が消えた縮緬の里 -宮津-」（1986年8月4日） - おたね
  - 第17部 第3話「炎に浮かぶ凶賊の罠 -甲府-」（1987年9月14日） - おもよ
  - 第18部 ※丸山秀美 名義
    - 第26話「怨念渦巻く祭の宿 -豊川-」（1989年3月13日） - おちか
    - 第32話「飴屋の幽霊 -川崎-」（1989年4月24日） - おきぬ

  - 第19部 第1話、第9話「野望を砕く薪能 -鶴岡-」（1989年9月25日～11月20日） - 久美
  - 第21部
    - 第14話「瞼の父は偽黄門 -宇和島-」（1992年7月6日） - おとせ
    - 第29話「狙われた御用金 -高崎-」（1992年10月19日） - 松江

  - 第22部 第24話「助けた娘はお姫様 -姫路-」（1993年10月25日） - しのぶ
  - 第23部 第6話「姥捨は鬼の仕業 -小諸-」（1994年9月5日） - おもよ
  - 第24部 第7話「だんごを盗ったお姫様 -姫路-」（1995年10月30日） - 弥生
  - 第42部 第14話「命を張った弥七の度胸 -松江-」（2011年1月24日） - およね
- 雪姫隠密道中記 第5話「地獄で聞いた鈴音－下関－」（1980、MBS） - お千代
- 悪党狩り 第19話「大江戸恨み節」(1980年、12ch / 松竹) - お志乃
- 新・江戸の旋風 第24話「はぐれ宿人質事件」（1980年、CX） - 千代
- サンキュー先生（1980年、ANB）
- 走れ!熱血刑事 第14話「甦れ!!白球」（1981年、ANB） - あかね
- 暴れん坊将軍（ANB / 東映）
  - 吉宗評判記 暴れん坊将軍
    - 第154話「棺桶の中に咲いた恋」（1981年） - お鈴

  - 暴れん坊将軍II
    - 第63話「女の戦 うわなり討ち!」（1984年） - お初
    - 第141話「信濃路、新さん賭場荒らし!」（1986年） - お七

  - 暴れん坊将軍IV
    - 第49話「恋山彦 幻の花嫁!」（1992年） - 梅千代

  - 暴れん坊将軍V
    - 第33話「鳶口一本、炎の男道!」（1994年） - おその
- 銭形平次（1983年、フジテレビ）第864話「闇に舞うお高祖頭巾」（1983年） - お峰
- 新春ドラマスペシャル 「開幕ベルは華やかに」（1983年1月3日、ANB）
- 右門捕物帖 第21話「天狗うらみ唄」（1983年、NTV）
- 土曜ワイド劇場 （ANB）
  - 「松本清張の溺れ谷 蜂は一度刺して死ぬ!」（1983年）
  - 正月特選ミステリー 禁断の実の美女　江戸川乱歩の「人間椅子」 そのまま抱いて（1984年）
  - 「結婚案内ミステリー 風 略奪された花嫁!」（1984年）
  - 「結婚 結婚サギ師が手玉にとった５人の女!」（1984年）
  - 牟田刑事官事件ファイルシリーズ 第2作 - 第33作（1985年 - 2007年） - 吉村（牟田）君恵
  - 「辻真先の婚約旅行殺人事件シリーズ1 北海道婚約旅行殺人事件」（1985年）
  - 西村京太郎トラベルミステリー・特急白鳥十四時間 （1985年） - 片山婦警
  - 「人妻殺し 会津磐梯高原－五色沼 逆さ吊り死体の謎…湖畔に誘ったペンションの女」（1989年）
  - クリスマススペシャル「聖夜の逃亡者」（1994年12月24日）
  - 「大惨事 ツアーバス転落! 死者3名重軽傷18名…バスガイドに殺人容疑、敏腕女弁護士が殺意の謎に挑む」（2001年7月7日）
  - 「再会殺人事件 エリート警視と人情弁護士 OB二人の捜査本部、50億財産を狙う円周率πの真犯人に罠を…」（2002年6月29日）
- 特捜最前線（ANB）
  - 第205話「雪国から来た逃亡者!」（1981年4月8日）
  - 第315話「面影列車!」（1983年6月1日） - 中島順子[9]（紅林甚一の義妹[10]）
  - 第335話「愛人バンクの女!」（1983年10月26日） - 同上
- 新春ドラマスペシャル 「開幕ベルは華やかに」（1983年、ANB）
- 月曜ワイド劇場 （ANB）
  - 「さりげらしく結婚 女ふたり29歳! おもしろ哀し初夜のリハーサル」（1986年）
  - 「女が会社で上司いびりを始めるとき」（1986年）
- 金曜女のドラマスペシャル 「風の盆恋歌」（1986年8月29日、CX）
- 水曜ドラマスペシャル 「わかれ上手」（1986年、TBS）
- 火曜サスペンス劇場（NTV）
  - 「家族の選択 貴女の亭主を殺してあげる」（1983年）
  - 浅見光彦ミステリー7「備後路殺人事件」（1990年1月16日） - 正法寺美也子
  - 「妻たちの戦争 夫の転落死、葬儀に現れた不倫相手も鮮血に染まって変死した」（2000年7月11日）
  - 「松本清張スペシャル・事故」（2002年7月9日）
- 長七郎江戸日記（NTV / ユニオン映画）
  - 第1シリーズ 第18話 「友情雪の舞」（1984年）- おゆみ
  - 第1シリーズ 第46話「野盗秘聞」（1985年）- およう
  - 第1シリーズ 第63話「おふくろさんよ‥‥」（1985年）- 大橋早苗
  - 第1シリーズ 第105話「風の噂の風小僧」（1986年）- お恵
  - 第2シリーズ 第12話「命を売る男」（1988年）- かよ
  - 第2シリーズ 第53話「下総一ノ瀬変り桝」（1989年）- おあき
  - 第3シリーズ 第9話「赤猫が踊った日」（1990年）- ふさ
- 暴れ九庵 第10話「賭けた女の胸のうち」（1984年、KTV / 東宝） - お駒
- 私鉄沿線97分署 第32話「止まるな! トラック野郎!!」（1985年、ANB） - 沙織
- 遠山の金さん（ANB / 東映）　※高橋英樹版
  - 第1シリーズ 第145話「愛しの悪女　唇に紅は無用!」（1985年）- 美保
  - 第2シリーズ 第12話「冬の女絶唱・君死にたまうこと勿れ!」（1986年）- お葉
  - 第2シリーズ 第41話「江戸妖婦伝!」（1986年）- おその
- 必殺まっしぐら! 第11話「相手は向島の元締」（1986年10月24日、ABC / 松竹） - 夜鷹
- 銭形平次 第6話「三軒長屋殺人事件」（1987年、NTV）
- 名奉行 遠山の金さん（ANB / 東映）
  - 第1シリーズ 第16話「花嫁衣裳が泣いた」（1988年） - 加世 役
  - 第2シリーズ 第20話「（秘）大奥の女殺人者」（1989年） - すみ 役
  - 第3シリーズ 第10話「お目付桜の子守歌」（1990年） - おゆき 役
- 木曜ゴールデンドラマ 「ふたりの女 赤と黒の追憶」（1988年、YTV）
- 三匹が斬る! シリーズ（ANB / 東映）
  - 三匹が斬る! 第18話「父と娘の、生き血を絞るにせ大名」（1989年）- 千鶴
  - 続・三匹が斬る! 第17話「評判の、早春蘭が死を招く!」（1989年）- お妙
  - また又・三匹が斬る! 第11話「名物は、女体の浮いた露天風呂」（1991年）- お照
  - 新・三匹が斬る! 第18話「血槍舞い、死んで咲かせた忠義花」（1993年）- 園絵
- 隠密・奥の細道 第20話「風に舞い散る紙兜 石川孝人&江崎実生」（1989年、TX）
- さすらい刑事旅情編（ANB）
  - 第2シリーズ 第2話「東北新幹線“やまびこ”・奥の細道殺意の旅」（1989年）
  - 第3シリーズ 第18話「古都金沢で待っていた女・死亡時刻の謎」（1991年）
  - 第4シリーズ 第6話「二重結婚サギ! 山手線の女」（1991年）
- お江戸捕物日記 照姫七変化 第12話「琴の爪が死を招く」（1990年、CX / 東映）
- 付き馬屋おえん事件帳 第1シリーズ 第5話「情が仇の暗闇始末」（1990年、TX） - 藤紫
- 世にも奇妙な物語 第3シリーズ『替え玉』 （1991年9月15日、CX）
- 一枚の写真（1991年10月8日、CX）
- 鬼平犯科帳 第4シリーズ 第18話「おとし穴」（1993年、CX） - お米
- 江戸を斬るVIII（TBS / C.A.L）
  - 第14話「女を狙う吸血剣」（1994年） - 園絵
  - 第22話「噂の名医は牢の中」（1994年） - おふじ
- 金曜エンタテイメント「お局探偵亜木子&みどりの旅情事件帳4　復讐のウェディングドレス」（2001年5月25日、CX）
- 月曜ミステリー劇場「夏樹静子サスペンス　弁護士朝吹里矢子1　贈る証言」（2001年11月5日、TBS）
- はぐれ刑事純情派 第15シリーズ 第3話「殺人現場から消えた女 安浦刑事、弁当屋になる!?」（2002年） - 寺田のり子
- 幸せ咲いた〜結婚相談所物語〜 （2003年、THK）
- 3年B組金八先生 第7シリーズ 第9話「しゅうの母の秘密」（2004年、TBS）- 倉田明美
- Deep Love〜ホスト〜 （2004年、TX）
- 水曜ミステリー9「西村京太郎サスペンス　トラベルライター佑子　特急あずさ号の悲劇　信州美ケ原殺人事件!」（2008年1月30日、TX）

### 映画
- 釣りバカ日誌4 （1991年）
- 釣りバカ日誌スペシャル （1994年）
- 手紙 （2002年）
- ロボット修理人のAi（愛）（2021年）

### オリジナルビデオ
- GUZOO 神に見捨てられしもの（1986年）
- 大江戸遊女妻（1995年）
- 東京魔悲夜（1995年）
- 東京魔悲夜2（1996年）
- 実録・事件 青梅“姉妹”バラバラ殺人（2003年）

### 舞台
- 紀ノ川 （帝劇）
- 和宮様御留 （東京宝塚劇場、中日劇場）
- 天国に行って3つめのドア（俳優座）
- 座・東京みかん公演「金子みすゞの世界」（座・高円寺2）

### ゲーム
- 宇宙刑事魂 - ミミー役

### CM
- 再春館製薬所「ドモホルンリンクル」